# Malovatnîi
Malovatnîi (în ucraineană Маловатний) este o arie protejată de importanță locală din raionul Storojineț, regiunea Cernăuți (Ucraina), situată la sud de satul Sneci. Este administrată de întreprinderea de stat „Silvicultura Storojineț”.
Suprafața ariei protejate constituie 26 de hectare, fiind creată în anul 2001 prin decizia comitetului executiv regional. Statutul a fost atribuit conservării unei porțiuni de pădure de fag, cu prezența unor plante medicinale.